# Stegers
Stegers (Frans: Estaires) is een gemeente in de Franse Westhoek, in het Franse Noorderdepartement (Frans: département du Nord). De plaats ligt aan de Leie. De gemeente ligt in Frans-Vlaanderen in de streek het Leiedal. Langs de zuidgrens van de gemeente stroomt de Leie. Stegers grenst aan de gemeenten Zoeterstee, Steenwerk, Sailly-sur-la-Lys, La Gorgue, Meregem en Nieuw-Berkijn. Stegers telde op 1 januari 2022 6.551 inwoners.

## Geschiedenis
Het huidige stadje ligt op de plaats waar ten tijde van de Romeinen het stadje Minariacum lag, een strategisch gelegen plaats omdat ze lag aan de heirbaan tussen Castellum Menapiorum ('t huidige Kassel) en Nemetacum Atrebatum (Arras) want op dat punt was de Leie op zijn smalst en dus het makkelijkst om deze hier over te steken. Stegers werd gekerstend in de negende eeuw door Sint-Vedastus en behoorde in de middeleeuwen bij het graafschap Vlaanderen. In die tijd vormde de Leie in het huidige Frans-Vlaanderen een soort van een natuurlijke taalgrens; aan de noordkant ervan sprak men Vlaams en aan de zuidkant sprak men Picardisch (in Romaans-Vlaanderen). In de middeleeuwen was de voornaamste bedrijvigheid van Stegers de textielhandel. In 1566 werden tijdens de Beeldenstorm verschillende religieuze gebouwen van Stegers geplunderd door de protestanten.
Stegers werd, gelegen in een grensgebied, vaak geteisterd door troepen van diverse afkomst. In 1611 werd Stegers tot graafschap verheven door Albrecht van Oostenrijk. 
Stegers werd Frans in 1769 na de uitwisseling van verschillende enclaves tussen Frankrijk en de Nederlanden. In die tijd was Stegers een bloeiende textielstad, vergelijkbaar met Armentiers. Tijdens de Eerste Wereldoorlog werd Stegers ingenomen door de Duitsers tijdens de Vierde Slag om Ieper waarbij toen het stadje bijna geheel werd verwoest. Stegers werd heroverd door de geallieerden tijdens hun offensief in den tweede helft van het jaar 1918. Na de oorlog kreeg het stadje, door de aangerichte verwoesting en de crisis in de textiel, nooit meer haar vroegere aanzien terug.

## Geografie
De oppervlakte van Stegers bedroeg op 1 januari 2022 12,82 vierkante kilometer; de bevolkingsdichtheid was toen 511 inwoners per km².

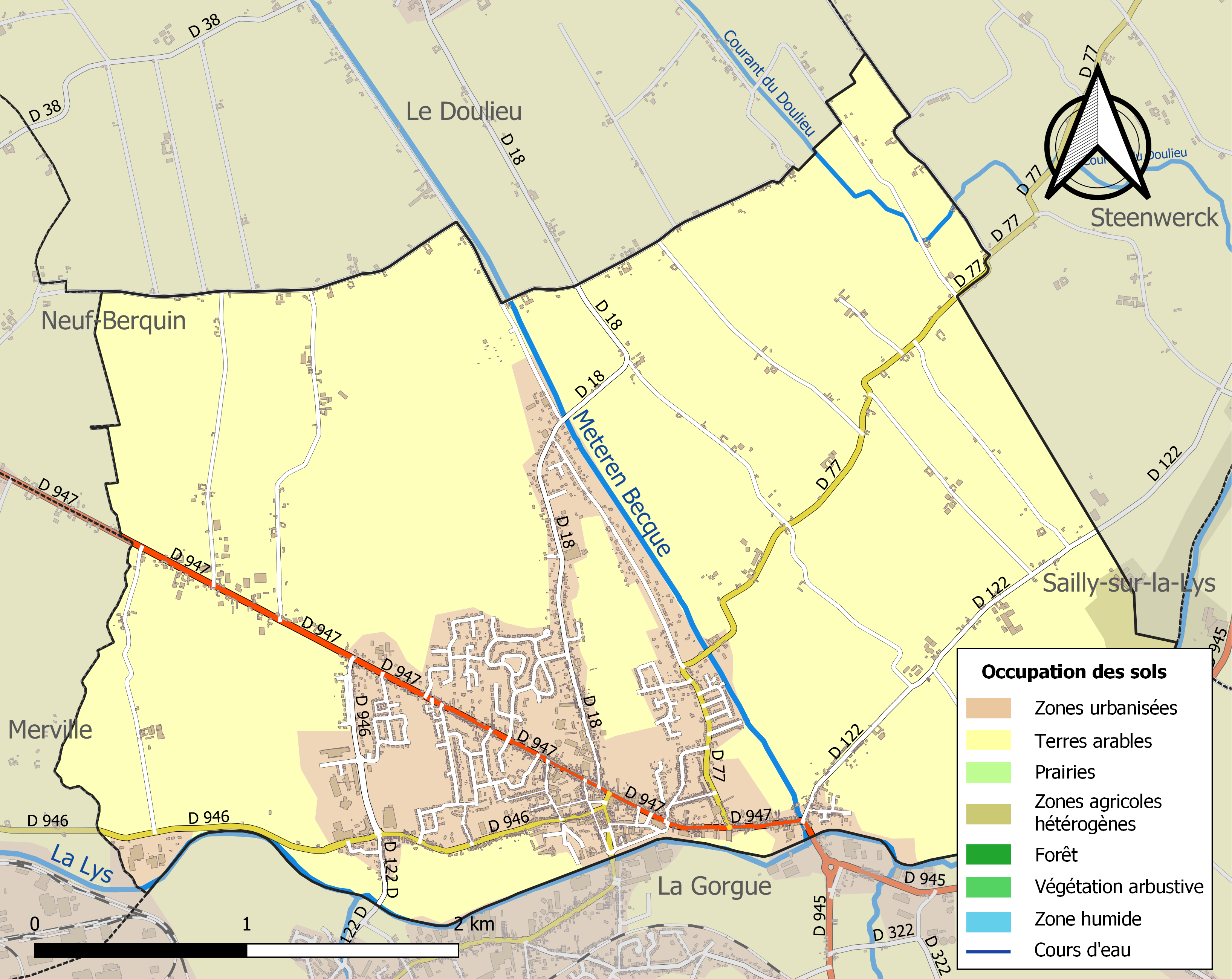
Kaart van de gemeente met belangrijkste infrastructuur, bodemgebruik en omliggende gemeenten

## Bezienswaardigheden
- Het stadhuis met belfort, dat herbouwd werd tussen 1928 en 1930 in Vlaamse neorenaissancestijl naar ontwerp van George Dumas. Het oude stadhuis werd gebouwd tussen 1600 en 1612 in Vlaamse renaissancestijl en werd verwoest tijdens de Eerste Wereldoorlog.
- De Sint-Vaastkerk (église Saint-Vaast), herbouwd tussen 1927 en 1930 als vervanger voor de verwoeste oudere kerk die gebouwd was in 1858.
- Op en naast de gemeentelijke begraafplaats bevindt zich Estaires Communal Cemetery and Extension met een 900-tal gesneuvelden, vooral uit de Eerste Wereldoorlog.

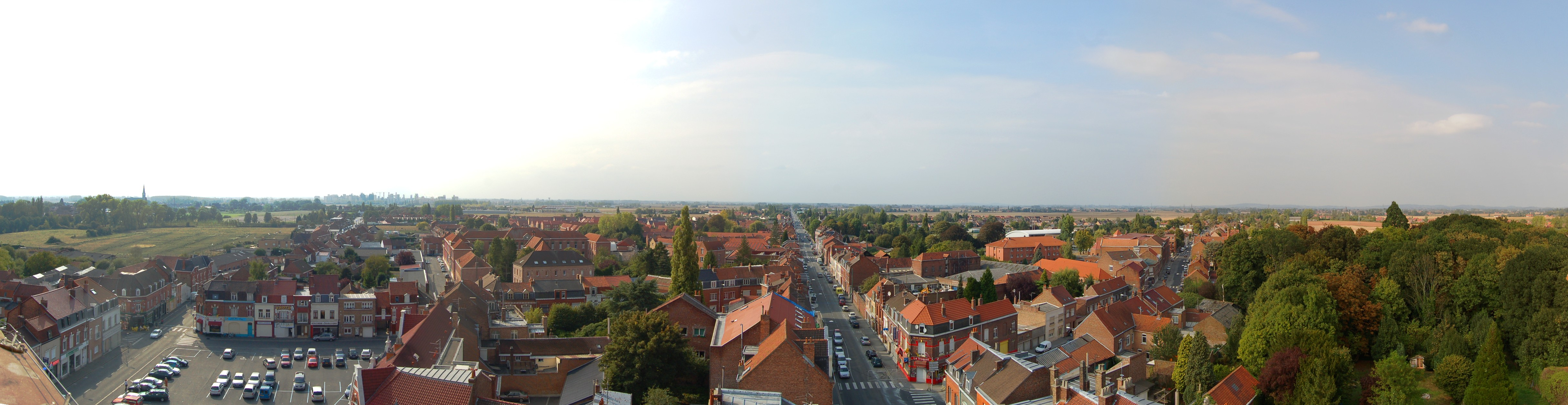
Zicht vanaf het Belfort van Stegers.

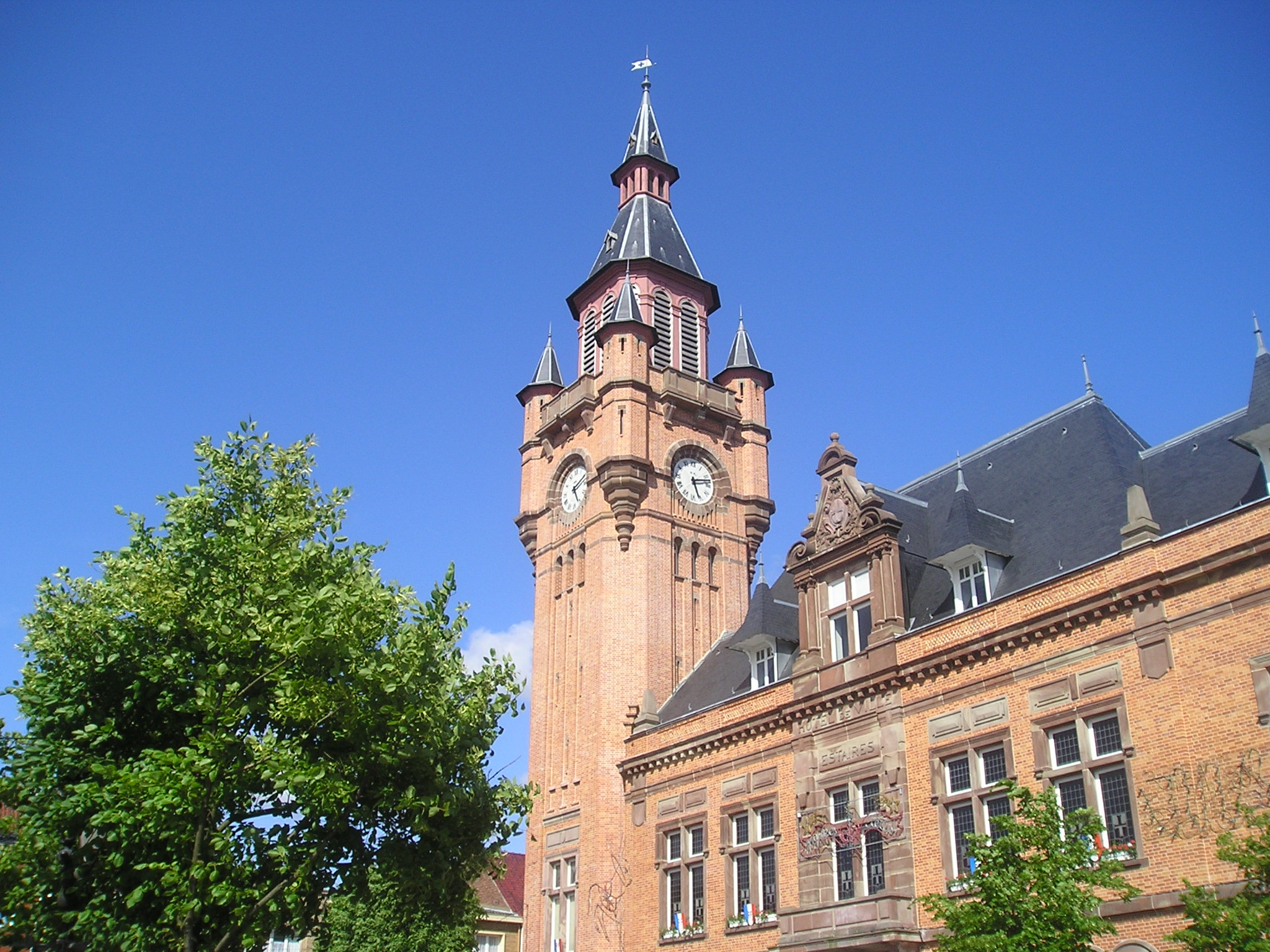
Stadhuis met belfort van Stegers
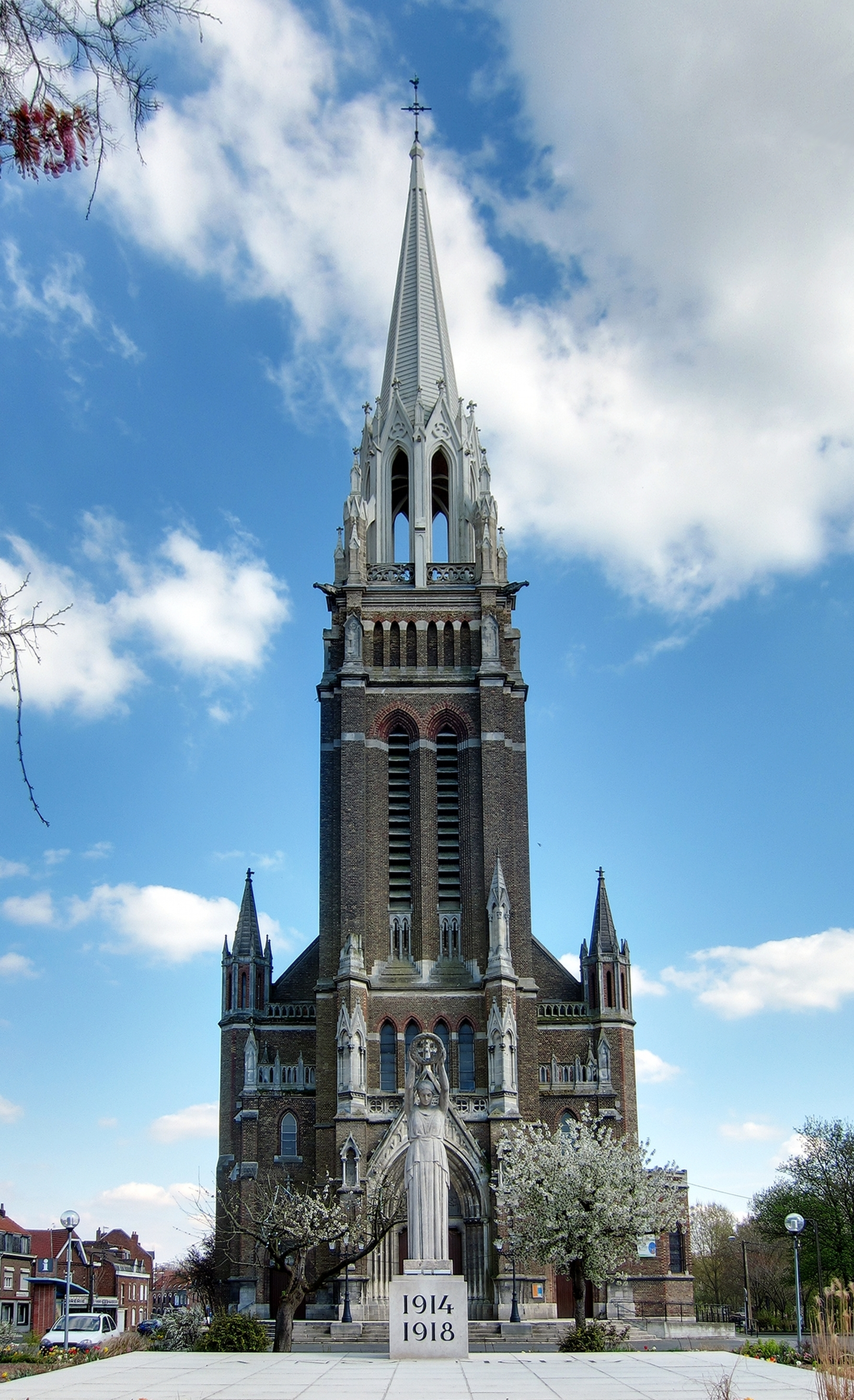
De Sint-Vaastkerk

## Natuur en landschap
Stegers ligt aan de Leie op een hoogte van 12-19 meter.

## Demografie
Onderstaande figuur toont het verloop van het inwonertal (bron: INSEE-tellingen).

## Nabijgelegen kernen
Nieuw-Berkijn, Meregem, La Gorgue, Neuve-Chapelle, Laventie, Sailly-sur-la-Lys, Zoeterstee